# Kloster Indersdorf

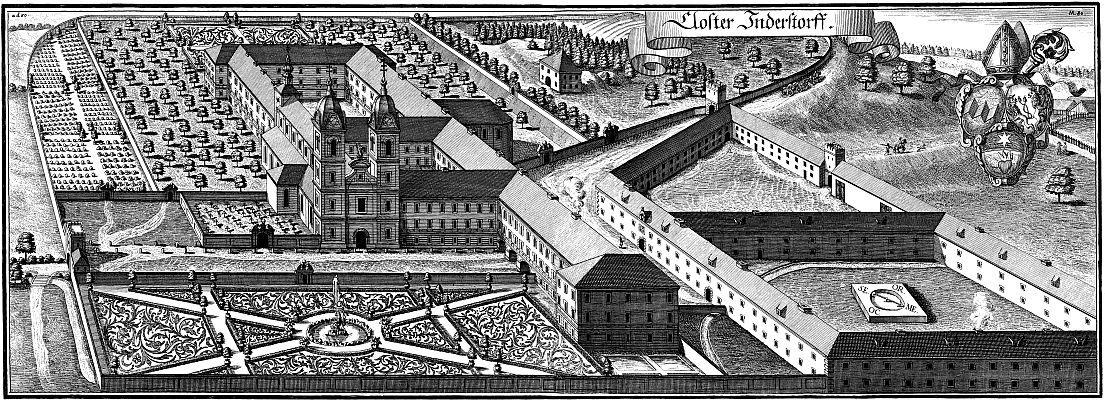
Kupferstich von Michael Wening in Topographia Bavariae um 1700

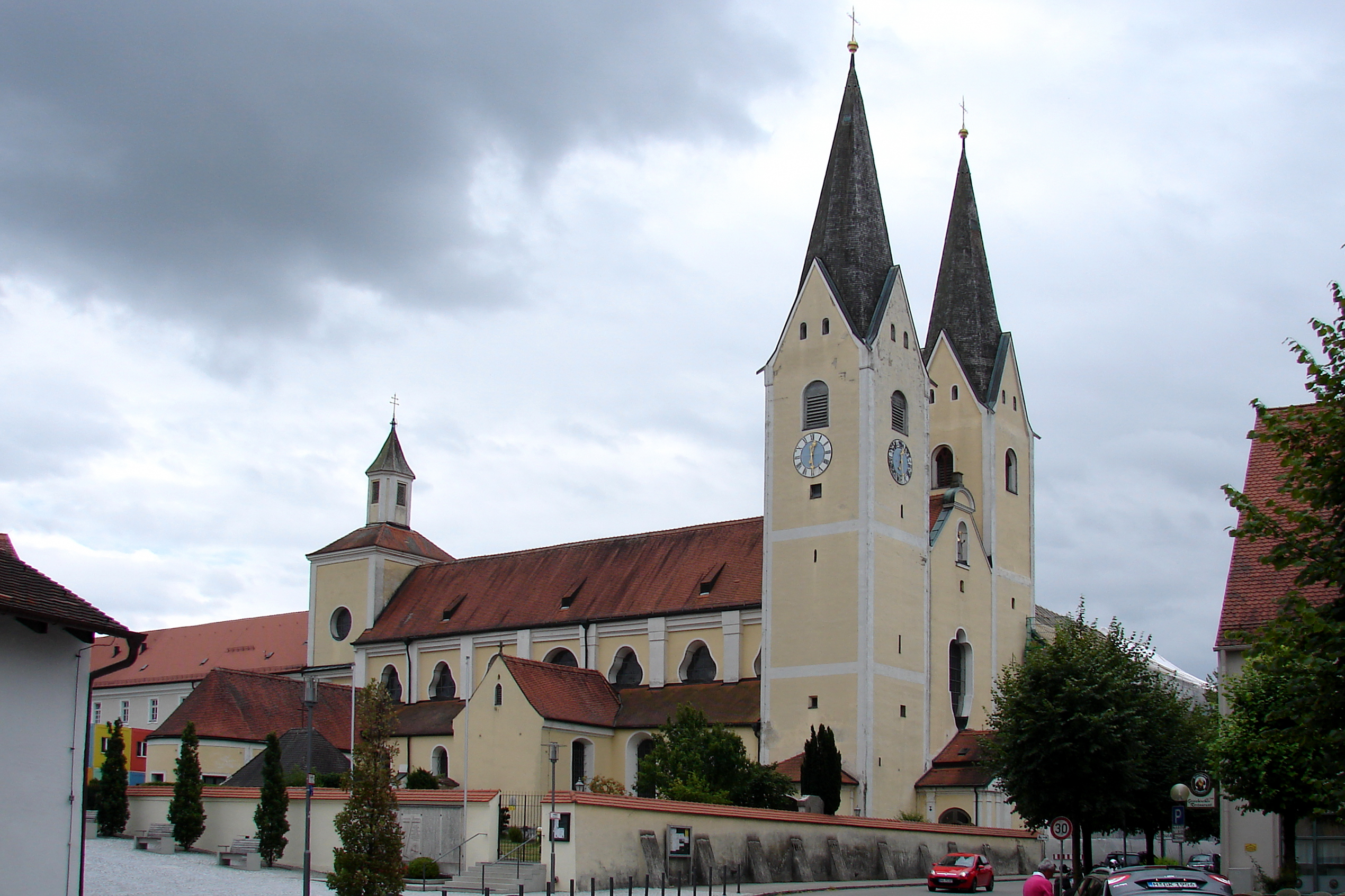
Kloster Indersdorf

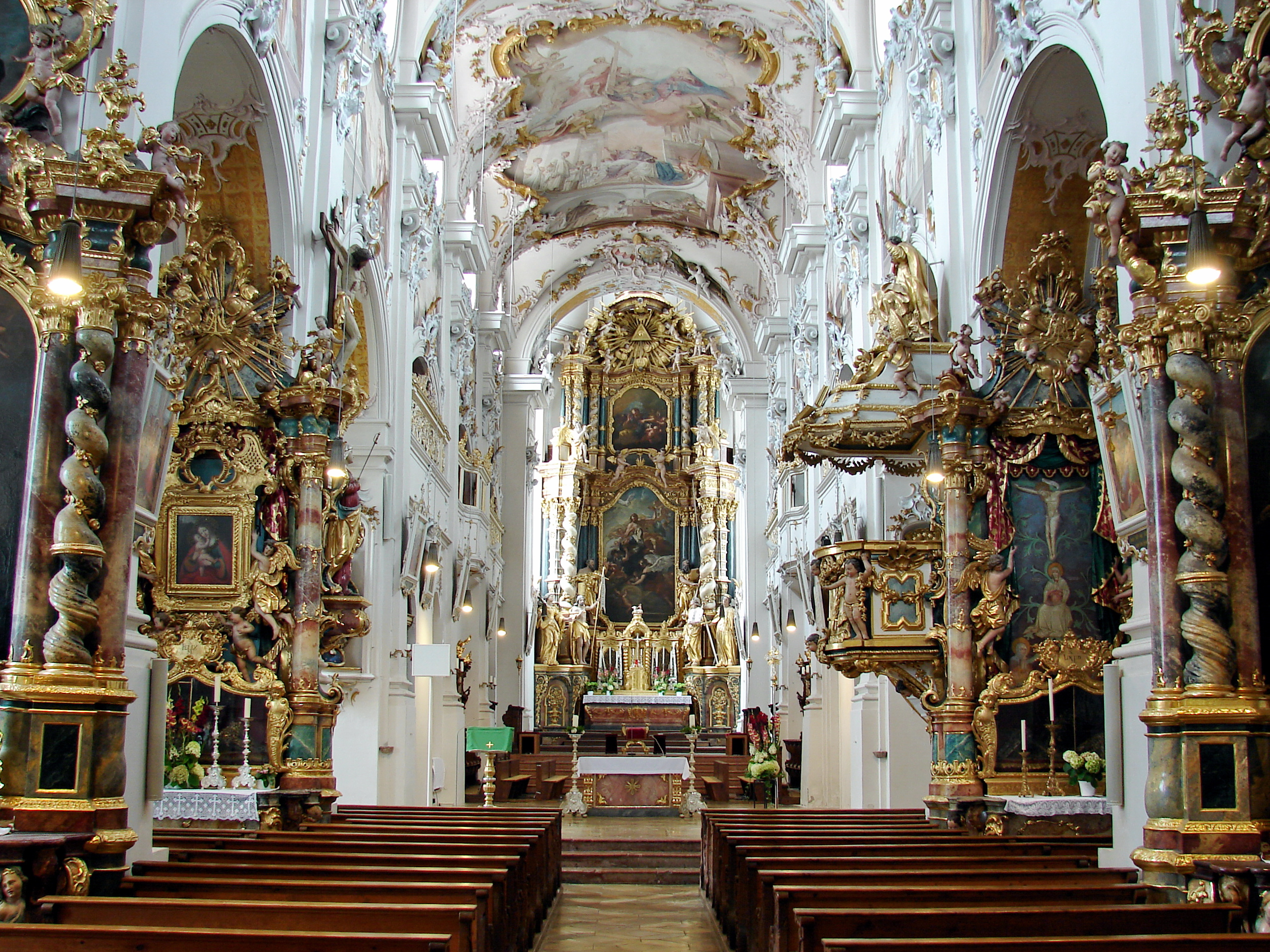
Altarraum der Klosterkirche

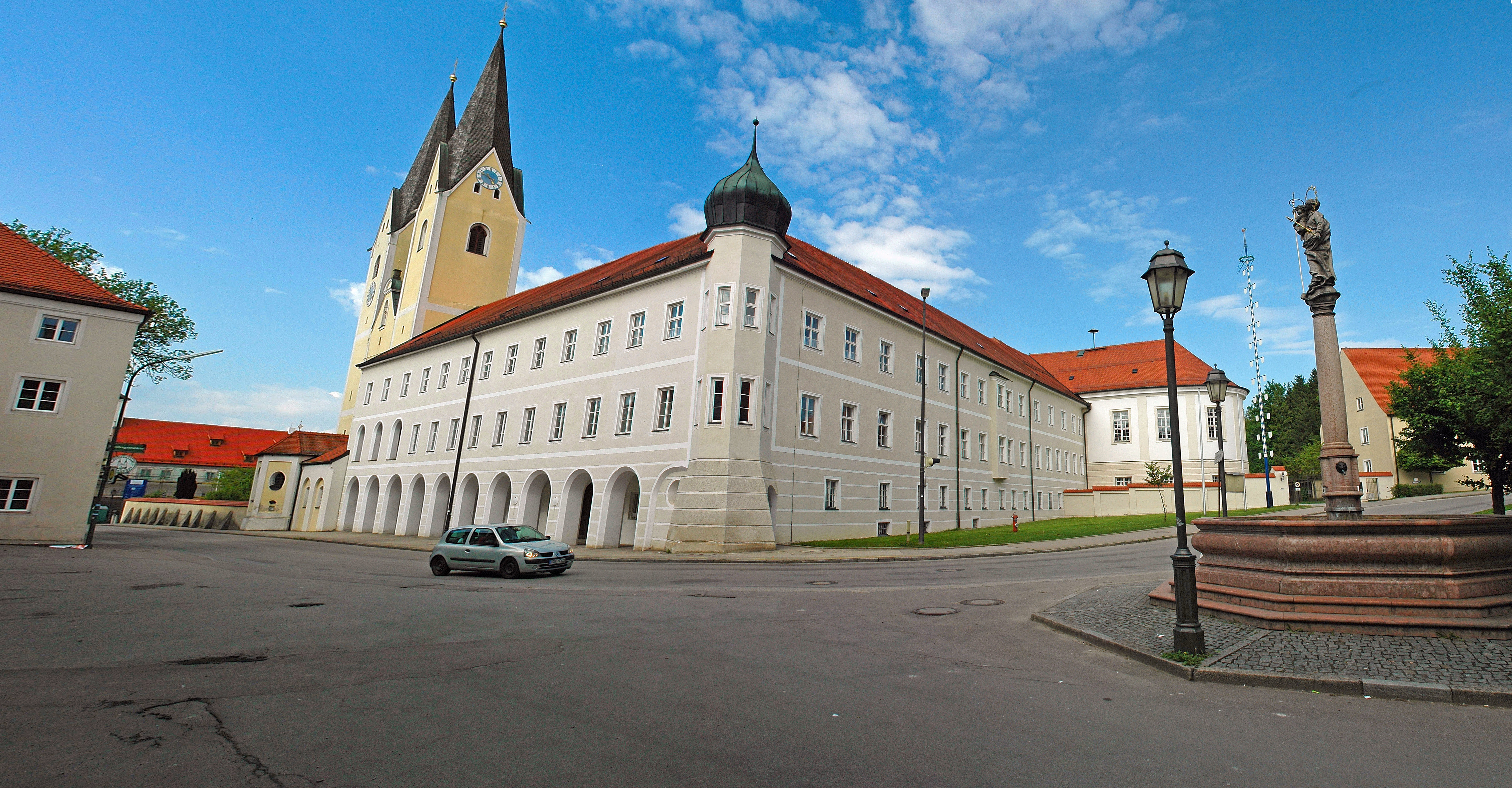
Außenansicht von Kirche und Kloster

Das Kloster Indersdorf im bayerischen Markt Indersdorf war ein Augustiner-Chorherrenstift, das 1120 durch Pfalzgraf Otto V. von Wittelsbach als Sühnekloster gegründet wurde. Es liegt am rechten Ufer der Glonn, durch die es vom namensgebenden Markt Indersdorf getrennt ist. Nach Scheyern war Indersdorf das zweite von den Wittelsbachern gegründete Kloster. Im 12. und 13. Jahrhundert war es eine bevorzugte Grablege der Wittelsbacher.

## Geschichte

### Chorherren
Der Klostergründer Otto V. von Wittelsbach zog im Jahre 1110 mit dem römisch-deutschen König Heinrich V. zu dessen Kaiserkrönung nach Rom. Da er dort zusammen mit Heinrich V. an der Gefangennahme des Papstes Paschalis II. beteiligt war, wurden beide von diesem mit dem Kirchenbann belegt. Der neu gewählte Papst Calixtus II. teilte Otto V. in einer Bulle mit, dass er bereit sei, Otto vom Bann zu lösen, wenn dieser ein Kloster gründen würde. Otto hatte zugestimmt und gründete 1120 das Sühnekloster Indersdorf. Als Standort wählte er die bereits 1096 errichtete Nikolauskapelle, die zur Urzelle des Klosters wurde. Die Klostergründung wurde 1130 durch König Lothar III. und ein Jahr später durch Papst Innozenz II. bestätigt. Er unterstellte das Stift dem Bischof von Freising, dem er zugleich die freie Abtswahl sowie die Verfügung über die Vogtei zusicherte.
Besiedelt wurde das Kloster 1126 mit Augustinerchorherren aus dem Stift Marbach im Elsass, dem auch der erste Propst Rupert entstammte. 1128 wurde die Nikolauskapelle, die um eine sogenannte Predigerkirche erweitert worden war, durch den Salzburger Erzbischof Konrad I. geweiht. 1247 wurde die Klosteranlage durch einen Brand zerstört und unter Propst Ulrich (reg. 1264–1273) wiederhergestellt. Die zu Ehren Mariä Himmelfahrt und der Apostel Peter und Paul geweihte Klosterkirche wurde damals als dreischiffige Pfeilerbasilika errichtet.
Unter Propst Konrad II. (reg. 1306–1355) wurde das Kloster Indersdorf durch Kaiser Ludwig IV., der zugleich Herzog von Bayern war, gefördert. 1330 erlangte das Kloster die Niedere Gerichtsbarkeit. Die Pröpste Erhard Brunner (reg. 1412–1442) und sein Halbbruder, der „Decanus“ Johannes von Indersdorf (reg. 1442–1470) führten auf Wunsch des Herzogs Albrecht III. die Raudnitzer Klosterreform durch, die auch von anderen Augustinerstiften Bayerns und darüber hinaus übernommen wurde. Dadurch wurden die Ordensregeln wieder streng beachtet, so dass sich das Stift zu einem Musterkloster entwickeln konnte. Neben einer Schule für den Klosternachwuchs bestand auch eine Schule für die Pfarreikinder. Die umfangreiche Bibliothek mit etwa 400 Handschriften stand den Kanonikern zum Studium zur Verfügung.
1630 wurde die Rosenkranzbruderschaft eingeführt. Im Dreißigjährigen Krieg kam es mehrfach zu großen wirtschaftlichen Verlusten durch Plünderungen und Zerstörungen. Probst Georg I. Mall (reg. 1673–1693) ließ die Annakapelle errichten sowie einen neuen Hochaltar in der Klosterkirche. Dessen Nachfolger Dominicus Vent (reg. 1693–1704) veranlasste u. a. den Neubau der Klostergebäude und Probst Gelasius Morhart veranlasste während seiner Amtszeit 1748–1768 den Umbau der Klosterkirche. Zudem legte er eine Physikalisch-mathematische Sammlung an, und am unteren Klostertor errichtete er eine Sternwarte. Daneben verfasste er eine Klosterchronik, die viele wertvolle Kupferstiche enthält.

### Salesianerinnen und Barmherzige Schwestern
1783 wurde das Kloster Indersdorf durch Kurfürst Karl Theodor mit päpstlicher Genehmigung aufgelöst und sein Vermögen dem Münchner Liebfrauenstift übertragen. Die Chorherren mussten das Kloster verlassen. Die naturwissenschaftliche Sammlung wurde an das vormals jesuitische Straubinger Gymnasium übergeben, das 1773 den Benediktinern übertragen worden war.
Ab 1784 lebten Salesianerinnen in den Indersdorfer Klostergebäuden, die ihr Kloster St. Anna in München verlassen mussten. Sie unterhielten in Indersdorf eine Arbeitsschule für Mädchen sowie ein Institut mit Pensionat für adelige Mädchen und Töchter aus gehobenen Bürgerschichten. 1803 wurde das Indersdorfer Vermögen zusammen mit dem Münchner Liebfrauenstift säkularisiert. 1831 übersiedelten die Salesianerinnen nach Dietramszell. Erst 1856 wurden die Klostergebäude durch die Barmherzigen Schwestern übernommen, die darin unter dem Namen Marienanstalt eine Bewahranstalt für arme und verwaiste Kinder eingerichtet haben. Diese war zunächst mit Förderung durch die Gräfin Viktorine von Butler-Haimhausen im Schloss Haimhausen untergebracht.
Siehe auch: Klosterkirche Mariä Himmelfahrt

### Zeit des Nationalsozialismus
1938 wurden die Barmherzigen Schwestern aus Indersdorf durch die Nationalsozialisten vertrieben, die in den Klostergebäuden bis Kriegsende 1945 ein Jugenderziehungsheim der NS-Volkswohlfahrt einrichteten, das durch den Bayerischen Wander- und Heimatdienst (LVW) betrieben wurde. Zweck des Vereins war die Erfassung von Asozialen in einer „Asozialenkartei“ und deren Einweisung in Zwangsfürsorgeeinrichtungen. Geführt wurde es von Friedrich Goller. Zu den Zöglingen gehörte auch der 1944 in der Heil- und Pflegeanstalt Kaufbeuren-Irsee (Nebenstelle Irsee) ermordete Jenische Ernst Lossa.
Im Gedenken an die mindestens 35 Säuglinge und Kleinkinder, die 1944/45 in Indersdorf den Tod fanden, errichtete die Gemeinde Indersdorf den „Weg des Erinnerns“. Er wurde am Wochenende 18./19. September 2021 eingeweiht und führt vom Kindergarten Sankt Vinzenz zum Friedhof.

### Nachkriegszeit 1945–1949
Von 1945 bis 1948 wurde das Kloster als eines von deutschlandweit über zwei Dutzend Children’s Centers genutzt. In der Zeit von 1945 bis 1946 war im Kloster Indersdorf ein internationales Waisenhaus der UNRRA für Displaced Persons untergebracht, die von den Barmherzigen Schwestern versorgt wurden. Die 1946 neu eingesetzte UNRRA-Heimleiterin hatte bei der Militärregierung die Beschlagnahmung eines Hotels in Prien am Chiemsee durchgesetzt, so dass im Sommer 1946 die Indersdorfer Kinder und das ausländische Personal nach Prien übersiedeln konnten. Dort entstand das Jüdische Kinderlager Prien.:S. 147
Von 1946 bis 1948 wurden in Indersdorf überwiegend jüdische Kinder und Jugendliche als Displaced Persons von den Barmherzigen Schwestern betreut, im ersten Jahr noch unter der Leitung der UNRRA, ab Juli 1947 dann unter der Leitung der Internationalen Flüchtlingsorganisation (IRO = International Refugee Organization).:S. 149 „Im Januar 1948 beherbergte dieses [..] Indersdorfer Kinderzentrum neben Erwachsenen, Schwangeren und stillenden Müttern vor allem jüdische Jugendliche, die sich im Kibbuz Dror auf ihr Leben in Palästina vorbereiteten.“:S. 149
In einer Fernseh-Dokumentation des ZDF von 2009 wurde der Lebensweg einer Gruppe jüdischer Kinder nachgezeichnet. Die Kinder waren Überlebende des Konzentrationslagers Flossenbürg. Sie wurden am 23. April 1945 von den Amerikanern befreit. In einem kleinen Ort in der bayerischen Oberpfalz wurden sie zunächst von Bewohnern aufgenommen und versorgt. Anschließend kamen sie in das Kloster von Indersdorf. Dort war unter US-Aufsicht eine Sammelstelle eingerichtet worden, die auch jüdischen Kindern aus Konzentrationslagern medizinische und psychologische Versorgung bieten sollte. Das Seelenleben der Kinder sollte wieder ins Gleichgewicht gebracht werden, spielerisch sollten sie ihre verlorene Jugend zurückgewinnen.
2009 wurde filmisch dokumentiert, wie diese Kinder von Indersdorf, die über die halbe Welt verstreut waren, erstmals wieder an dem Ort ihrer Befreiung zusammenkamen und die Menschen trafen, die ihnen damals geholfen hatten. Die Kinder von damals waren inzwischen ältere Herren und zum Teil erfolgreiche Geschäftsleute. In einem weiteren Film von 2018 erzählen betroffene Kinder von den letzten Kriegstagen, ihrer Zeit in dem Kloster, und ihrer Rückkehr in die Heimat bzw. Übersiedelung in andere Länder.
Etwa 1000 Kinder haben zwischen 1945 und 1948 bei der UNRRA in Markt Indersdorf Hilfe gefunden.

### Seit 1948
1948 kehrten die Barmherzigen Schwestern nach Indersdorf zurück. 1949 erwarb ihr Orden die ehemaligen Klostergebäude vom Freistaat Bayern. Bis 1987 unterhielten die Schwestern darin mehrere pädagogische Einrichtungen (Kindergarten, Mädchenrealschule und hauswirtschaftliche Schulen für Frauen). 1987 erwarb das Erzbistum München und Freising die Gebäude. Wegen Nachwuchsmangel verließen die Barmherzigen Schwestern 1995 Indersdorf. Die Leitung des ebenfalls 1949 gegründeten Kindergartens wurde 2003 an das Franziskuswerk Schönbrunn übergeben. Im Jahre 2016 wurde die diözesane Fachoberschule Vinzenz von Paul der Erzdiözese München und Freising in Markt Indersdorf gegründet. Sie wurde 2019 staatlich anerkannt.
2014 richtete der Heimatverein Indersdorf e. V. im ehemaligen Mesnerhaus das Augustiner-Chorherren-Museum ein. 2015 wurde es mit dem Bayerischen Museumspreis ausgezeichnet.
Im Jahre 2020 sollte das 900-jährige Bestehen des Klosters begangen werden. Die geplanten Jubiläums-Veranstaltungen wurden im Jahre 2022 nachgeholt.

## In Indersdorf begrabene Wittelsbacher
- Otto VIII. (1180–1209) von 1189 bis 1208 Pfalzgraf von Bayern und Mörder des Philipp von Schwaben.

## Pröpste
- Rupert, 1131
- Ortwin, um 1135
- Dietrich
- Richard, 1143, 1166
- Heinrich I. Kolb
- Berchtold, 1197, † 1206
- Friedrich I., um 1221
- Heinrich II.
- Wernher, † 1247
- Conrad I., 1247–1264
- Ulrich I., 1264–1273
- Heinrich III., 1274–1294
- Friedrich II., 1298
- Conrad II., † 1355
- Ulrich II. Imhof, 1355–1371
- Ulrich III. Ursinger, 1371–1389
- Peter Fries, 1389–1412
- Erhard Prunner, 1412–1442
- Johann I. Rothuet, 1442–1470; Halbbruder des vorstehenden Erhard Prunner
- Ulrich IV. Schirm, 1470–1479
- Ulrich V. Protkorb, 1479–1493
- Augustin Dachauer, 1493–1505
- Sebastian, 1505–1516
- Servaz Waltenhofer, 1516–1537
- Ambros Katzboeck, 1537–1543
- Leonhard Mochinger, 1544–1545
- Paul Kretz, 1545–1572
- Albert Eisenreich, 1572–1575 Administrator, 1575–1585 Propst
- Johann II. Aigele, 1586–1604
- Caspar Schlaich, 1604–1618
- Wolfgang Carl, 1618–1631; erhielt 1628 erneut die Pontifikalien
- Benedict Mayr, 1631–1640
- Martin Riegg, 1640–1662
- Jakob Kipferle, 1662–1672
- Georg I. Mall, 1673–1693
- Dominicus Vent, 1693–1704
- Georg II. Riezinger, 1704–1721
- Aquilin I. Noderer, 1721–1728
- Innocenz Weiss, 1728–1748
- Gelasius Morhart, 1748–1768
- Aquilin II. Scheimberger, 1768–1778
- Gregor Rupprecht, 1778–1779
- Johann III. Sutor, 1779–1784, † 24. November 1806[24]

## Bekannte Chorherren (Auswahl)
- Seliger Bruder Maroldus († 1172), nach einem heiligmäßigen Leben im Dienst der Armen und Kranken wurde er seliggesprochen.[26][27] Ein denkmalgeschützter Bildstock befindet sich am Wegrand zwischen Kloster Indersdorf und Straßbach.[28]
- Augustin Liebhart Michl (1662–1751), Doktor beider Rechte, Verfasser theologischer und kirchenrechtlicher Schriften und einer der angesehensten Rechtsgelehrten seiner Zeit.
- Augustin Torborch (1734–1772), Stiftsbibliothekar, Mitglied der Bayerischen Akademie der Wissenschaften

## 7-Klöster-Weg
Das Kloster ist auch eine Station des 7-Klöster-Wegs, einem Radweg, der sieben bestehende oder ehemalige Klöster im Dachauer- und Wittelsbacher Land miteinander verbindet. Die Klöster sollen durch diesen 100 km langen Radweg wieder ins Bewusstsein gerufen und erfahrbar werden. Die sieben Klöster sind: Kloster Schönbrunn in Röhrmoos, Kloster Weichs, Kloster Indersdorf, Kloster Petersberg, Kloster Altomünster, Kloster Maria Birnbaum in Sielenbach und Kloster Taxa bei Odelzhausen.